# Најстарији људи у Босни и Херцеговини
Ово је списак потврђених најстаријих људи који су икада живели или тренутно живе на подручју Босне и Херцеговине укључујући и босанскохерцеговачке суперстогодишњаке (људе који су живели више од 110 година).
- До сада, најстарија особа која је икада живела у Босни и Херцеговини, била је Ајка Локмић (1914—2024) која је живела 110 година и 105 дана.
- Најстарији мушкарац који је икада живео у Босни и Херцеговини, био је професор Јован Јовановић (1906—2016) који је умро у доби од 110 година и 15 дана.

## Најстарији људи у Босни и Херцеговини икада (108+)
Умрли       Живи
| Место | Име              | Пол | Датум рођења        | Датум смрти       | Старост              | Мјесто рођења          | Мјесто смрти/ Пребивалиште |
| ----- | ---------------- | --- | ------------------- | ----------------- | -------------------- | ---------------------- | -------------------------- |
| 1     | Ајка Локмић      | Ж   | 4. мај 1914.        | 17. август 2024.  | 110 година, 105 дана | Шамац                  | Стари Град (Сарајево)      |
| 2     | Јован Јовановић  | М   | 16. септембар 1906. | 1. октобар 2016.  | 110 година, 15 дана  | Доњи Брчели, Црна Гора | Сарајево                   |
| 3     | Луца Булић       | Ж   | 11. децембар 1895.  | 3. јул 2005.      | 109 година, 203 дана | Служањ (Читлук)        | Читлук (Читлук)            |
| 4     | Мара Квргић      | Ж   | 19. јул 1903.       | 4. децембар 2012. | 109 година, 138 дана | Попуже (Шипово)        | Бабићи (Шипово)            |
| 5     | Драгољуб Галић   | М   | 12. октобар 1909.   | 26. август 2018.  | 108 година, 318 дана | Голеши код Бања Луке   | Голеши код Бања Луке       |
| 6     | Мушка Поробић    | Ж   | 28. новембар 1912.  | 12. март 2021.    | 108 година, 104 дана | Жепа (Рогатица)        | Горњи Поточари             |
| 7     | Аница Радмиловић | Ж   | 17. децембар 1900.  | 3. март 2009.     | 108 година, 76 дана  | Прераца (Билећа)       | Баљци (Билећа)             |
| 8     | Мурадиф Каровић  | М   | 2. мај 1908.        | 1. јул 2016.      | 108 година, 60 дана  | Горажде                | Сарајево                   |

## Најстарији босански емигранти икада (108+)
Умрли       Живи
| Место | Име              | Пол | Датум рођења        | Датум смрти        | Старост              | Мјесто рођења | Држава смрти/ Пребивалиште |
| ----- | ---------------- | --- | ------------------- | ------------------ | -------------------- | ------------- | -------------------------- |
| 1     | Јово Латиновић   | М   | 19. август 1901.    | 15. април 2011.    | 109 година, 239 дана | Колунић       | Србија                     |
| 2     | Надежда Павловић | Ж   | 1. јануар 1912.     | 16. април 2021.    | 109 година, 105 дана | Високо        | Србија                     |
| 3     | Ђука Убовић      | Ж   | 10. септембар 1912. | 29. новембар 2020. | 108 година, 80 дана  | Пријани       | Србија                     |
| 4     | Даринка Јандрић  | Ж   | 17. децембар 1910.  | 4. фебруар 2019.   | 108 година, 48 дана  | Аранђелово    | Србија                     |